# Fufius albovittatus
Espèce
Synonymes
- Hapalothele albovittata Simon, 1891

Fufius albovittatus est une espèce d'araignées mygalomorphes de la famille des Rhytidicolidae.

## Distribution
Cette espèce est endémique de l'État d'Amazonas au Brésil,. Elle se rencontre vers Manaus.

## Description
Le mâle holotype mesure 8 mm.

## Systématique et taxinomie
Cette espèce a été décrite sous le protonyme Hapalothele albovittata par Simon en 1891. Elle est placée dans le genre Fufius par F. O. Pickard-Cambridge en 1896.

## Publication originale
- Simon, 1891 : « Études arachnologiques. 23e Mémoire. XXXVIII. Descriptions d'espèces et de genres nouveaux de la famille des Aviculariidae. » Annales de la Société entomologique de France, vol. 60, p. 300-312 (texte intégral).